# Løjtved Gods
Løjtved Gods, første gang godset omtales, er i 1372; da nævnes Timme af Løjtved af en adelig slægt, som man efter våbnet har kaldt Maanestierne. 
Løjtved er beliggende ca. 12 km nordvest for Svendborg i Stenstrup Sogn, Sunds Herred, Svendborg Kommune. Hovedbygningen er opført i 1842.
Løjtved Gods er på 305,5 hektar

## Ejere af Løjtved
- (1372-1385) Timme Maanestierne
- (1385-1414) Fin Aagesen Ulfeldt
- (1414-1418) Fin Aagesen Ulfeldts dødsbo
- (1418-1440) Laurens Finsen Ulfeldt
- (1440-1478) Mette Laurensdatter Ulfeldt gift (1) Thott (2) Løvenbalk
- (1478-1484) Peder Nielsen Thott
- (1484-1512) Else Pedersdatter Thott gift (1) Krummedige (2) Lange
- (1512) Hans Valkendorf
- (1512-1521) Thomas Nielsen Lange
- (1521-1554) Margrethe Thomasdatter Lange gift (1) Ulfeldt (2) Lindenov
- (1554) Else Andersdatter Lindenov gift Gjøe
- (1554-1602) Absalon Gjøe
- (1602-1604) Else Andersdatter Lindenov gift Gjøe
- (1604-1618) Breide Rantzau
- (1618-1635) Johan Friis
- (1635) Karen Iversdatter Krabbe gift (1) Friis (2) Rosenkrantz
- (1635-1654) Holger Rosenkrantz "den rige"
- (1654-1658) Arent von der Kuhla
- (1658-1679) Anne Iversdatter Vind gift von der Kuhla
- (1679-1688) Bendix von der Kuhla
- (1688-1713) Niels Ottesen Krag
- (1713-1740) Niels Nielsen Krag
- (1740-1753) Frederik Christian Nielsen Krag
- (1753-1755) Sophie Justsdatter Juel gift Krag
- (1755-1768) Johan Christopher von Westen
- (1768-1770) Peter Johansen von Westen
- (1770-1771) Hans Møller
- (1771-1774) Gregers Leopold
- (1774-1787) Jens Lange
- (1787-1788) Johan Jensen Lange
- (1788-1800) Stig Tønsberg Schøller von Krogh
- (1800-1804) Christian Frederik Nyholm
- (1804-1819) Christian Wamberg
- (1819-1846) Hans Pedersen
- (1846-1878) Niels Peder Hansen Pedersen
- (1878-1898) H. Johansen Kruuse
- (1898) Gram-Hansen
- (1898-1910) Claus Andersen
- (1910-1919) Anders Peder Andersen (søn)
- (1919-1924) Claus Johannes Andersen (bror)
- (1924-1948) Maren Caroline Mortensen gift Andersen (brors hustru)
- (1948-1968) Svend Aage Mosegaard Andersen (søn)
- (1968) Enke Fru Elsa Andersen
- (1968-1970) Anne Marie Svendsdatter Andersen gift Petersen (datter)
- (1970-2000) Jørgen Petersen
- (2000-) Jørgen Petersen / Claus Petersen (søn)